# Benzina
Benzina – czeska sieć dystrybucji paliw i olejów silnikowych.
Marka została założona w 1953 r. W 1958 r. została zarejestrowana jako oficjalna marka Stowarzyszenia Rafinerii Czechosłowackich. Po rozpadzie tej grupy powstała niezależna państwowa firma Benzina, która została później sprywatyzowana. Od 1995 r. jest częścią struktury holdingowej Unipetrol (należącej w całości do PKN Orlen). W 2002 r. Unipetrol stał się jedynym udziałowcem Benziny. Benzina stała się tym samym oddziałem Unipetrol.
Pod koniec marca 2018 r. istniało 406 stacji Benziny. Udział Benziny w rynku czeskim wzrósł do 22,2%. Jest to największa sieć stacji paliw w Czechach.
Pierwotne prywatne sieci dystrybucji olejów silnikowych i paliw, istniejące przed 1945 r. W Czechosłowacji, zostały znacjonalizowane po II wojnie światowej i połączone w jedną, centralnie kontrolowaną sieć handlową. Ta sieć stacji paliw używała nazwy Benzinol od 1949 roku. Nazwa pochodziła od słów BENZIN i OLIE. W godle znajduje się skrzydlaty koń.
W ramach federalizacji Czechosłowacji podział krajowej sieci dystrybucji paliw został podzielony w 1969 roku. Podczas gdy przedsiębiorstwo państwowe zachowało obecną markę Benzina w Czechach i na Morawach, marka Benzinol została odnowiona na Słowacji po ponad 30 latach.